# إي بوكورا إي دوت
إي بوكورا إي دوت (بالإنجليزية: E Bukura e Dheut)‏ هي جنية الجمال في ألبانيا. اسمها يعني «الأجمل على الأرض»، وهو تعبير يستخدم أحيانًا لوصف امرأة رائعة الجمال في الفلكلور الألباني. هي، أيضًا، رمز للسعادة. أختها هي إي بوكورا إي ديتيت، والتي اسمها يعني «الأجمل في البحر».